# Laino Castello
Laino Castello est une commune de la province de Cosenza, dans la région de Calabre, en Italie.

## Administration
| Période                                  | Période | Identité | Étiquette | Qualité |
| ---------------------------------------- | ------- | -------- | --------- | ------- |
|                                          |         |          |           |         |
| Les données manquantes sont à compléter. |         |          |           |         |

### Hameaux
Campicello, Piano Laria, Pretiorio Filomato, San Liguori, San Nicola, San Nicola I, Santo Ianni

### Communes limitrophes
Aieta, Laino Borgo, Mormanno, Papasidero, Rotonda